# 동방견문록

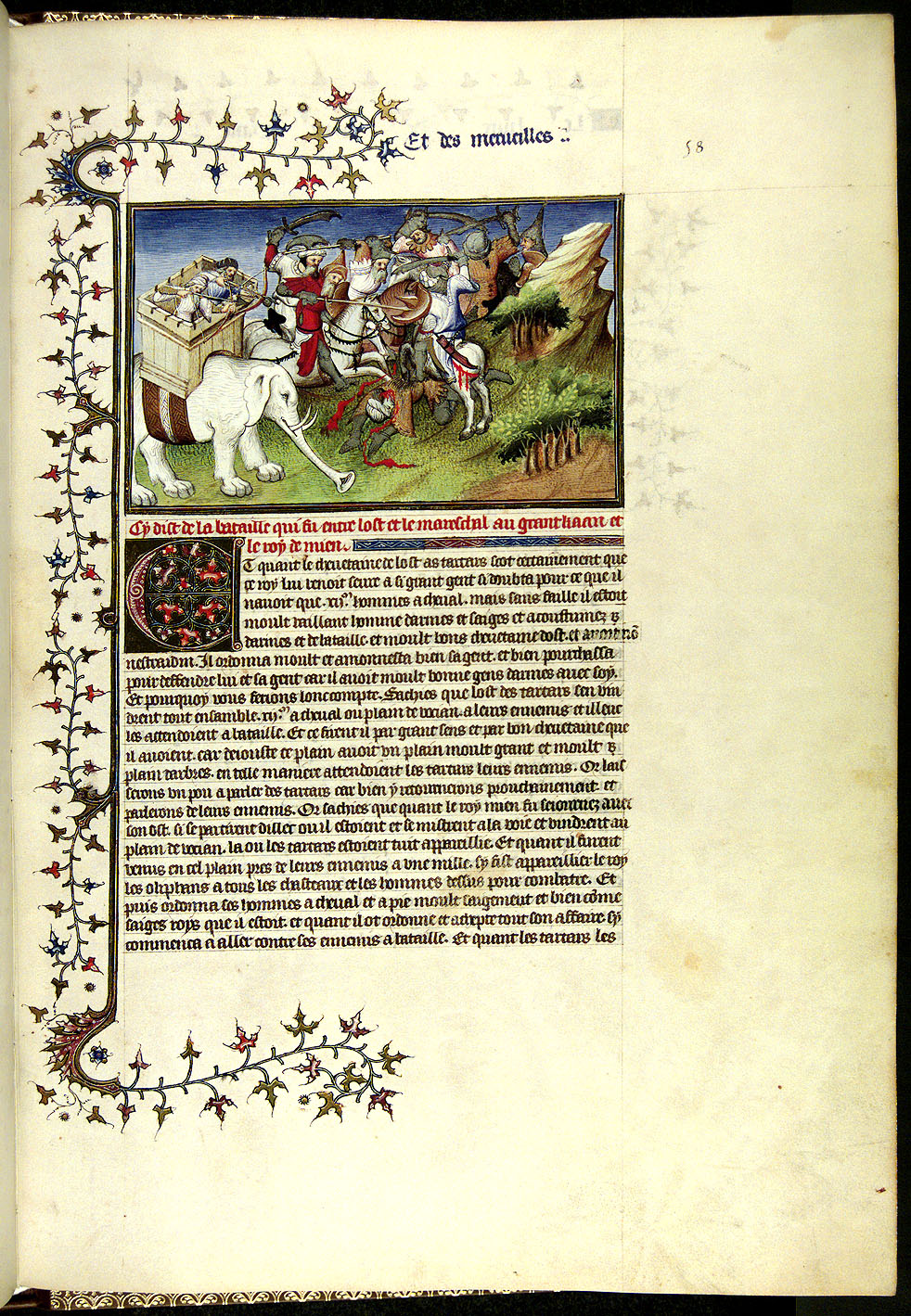
《동방견문록》의 한 페이지

《동방견문록(東方見聞錄(원제: 백만가지 이야기, 또는 세계 불가사의의 서(世界 不可思議의 書), 프랑스어: Livres des merveilles du monde, 또는 갈리시아어: Le Divisament dou monde))의 원문 제목은, 이탈리아어: Il Milione 일 밀리오네[*]》이라는 구술적 설화 필사본 여행 문학 기행문은, 대략 이탈리아의 1290년대 말기의 베네치아 공화국 시대의 마르코 폴로의 구술에 필사되어 처음으로 펴내어진, 구술 총집대성 구전 대필 필사본 기행 문집이다.
앞서 언급한 것처럼 이 견문 기행 저서는, 이른바 13세기 말엽 이탈리아 시대의 구술 필사본 여행기이자 구전 필사 기행문으로, 본디 이는 1298년에 피사 공화국의 설화 작가 겸 시인이었던 루스티켈로 다 피사가, 지난 1294년에 베네치아 공화국의 탐험가 마르코 폴로의 동방(아시아)의 여행담을 총집대성하여 기록한 책으로, 흔히 《동방견문록(東方見聞錄)》으로도 통칭되어 불린다. 피사와 베네치아의 원어로는 일 밀리오네(이탈리아어: Il Milione 일 밀리오네[*])로, 13세기 말엽의 이탈리아인의 아시아 기행담의 구술 필사 여행문학의 정수이자 화제작.

## 설명

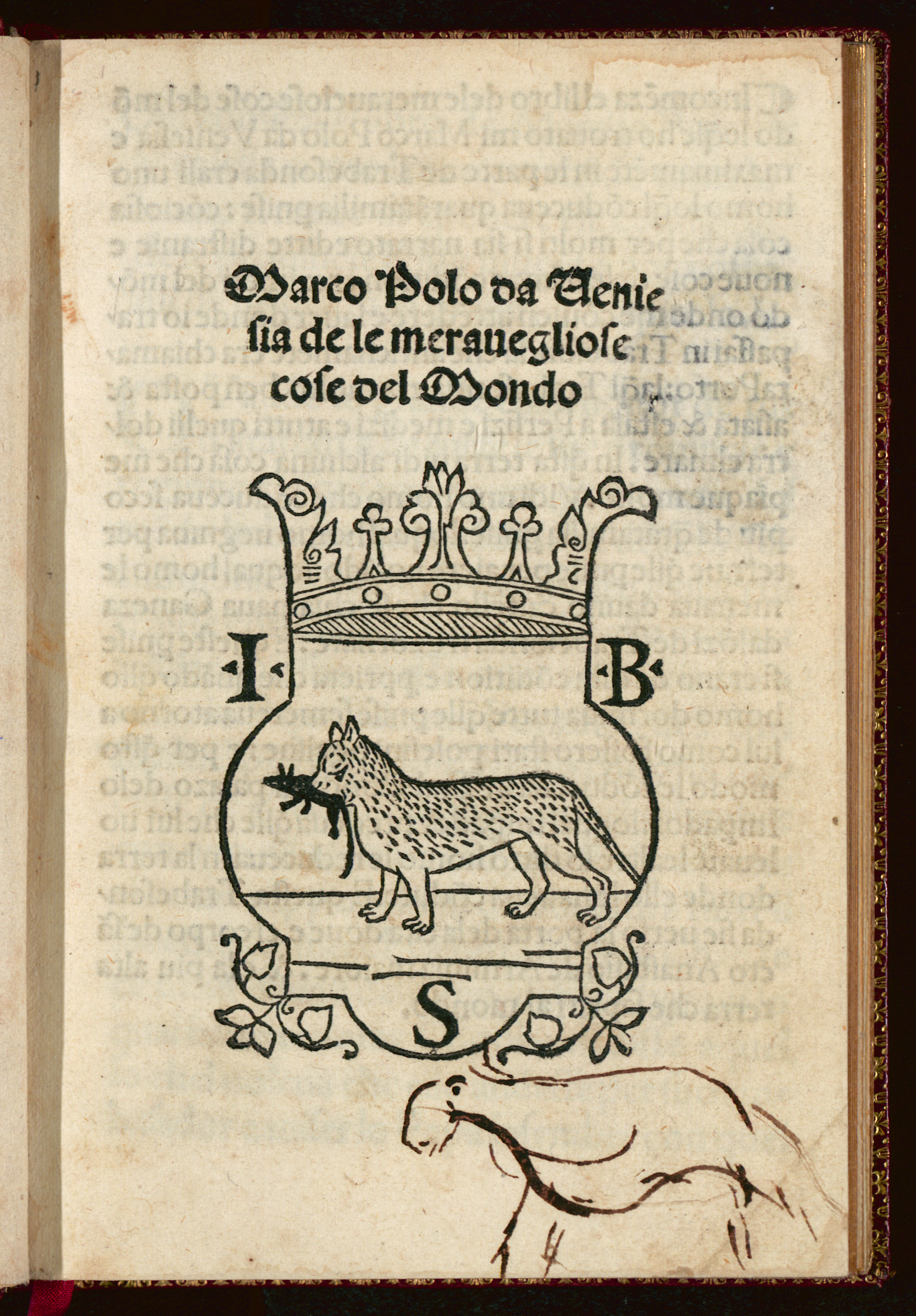
폴로 사후 172년 지난 훗날
1496년 타 언어로 재출간된
《동방견문록》의 번역본
(Delle meravigliose cose del mondo,
1496)

### 기록
일단, 현대 역사학자들은 《동방견문록》의 객관적인 신빙성에 대해 의심을 품고 있다. 일설에 따르면 이 책은 마르코 폴로가 직접 체험한 것을 쓴 것이 아니라, 오히려 다른 여행자들의 말을 듣고 기록한 것에 불과하다고 한다. 사실 이 책을 집필한 사람은 당대의 전기소설 작가였던 루스티치아노(본명: 루스티켈로 다 피사)였다. 전승에 의하면 루스티치아노(일명 루스티첼로)는 아직 마르코 폴로가 자신과 함께 제노바 공화국의 수도 제노바의 전쟁 포로 수용소 감옥에 있었을 때, 마르코의 구술과 발언을 기초로 이 책을 썼다고 한다.

### 내용
《동방견문록》은 마르코가 여행한 지역의 방위와 거리, 주민의 언어, 종교, 산물, 동물과 식물 등을 하나씩 기록한 탐사 보고서의 성격을 갖고 있다. 1권은 서아시아와 중앙 아시아, 2권은 쿠빌라이 칸 치하의 원나라, 3권은 가마쿠라(일본)·동남아시아·남아시아·아프리카에 대한 내용이다.

### 비평
하지만, 내용의 객관적인 진정성에 대한 비판도 있다. 예를 들면, 원나라(중국)의 문화인 한자(漢字)와, 차(茶)에 대한 언급이 없다. 그리고 또한 아라비안 무슬림의 칼리프가 바그다드의 그리스도인을 학살하려고 했다면서, 도대체 아라비아 반도의 이슬람이 대관절, 마치 다른 종교를 탄압한 종교인 양, 이슬람교의 무슬림을 몰지각의 극치라며 헐뜯고 있다. 하지만 실제 역사 속의 이슬람은 인두세(人頭稅)만 낸다면 종교의 자유를 허용했으며, 아울러 기독교는 유대교와 더불어 성지인 예루살렘에서 태어났다고 하여, 오히려 존중받았다고 주장하는 이들도 있다. 가마쿠라 막부(일본)에 대한 언급도 “지팡구”는 황금으로 가득한 땅이라고 기술하였는데, 이는 당시 서구 상인들의 입맛을 자극하기에 충분하였다. 또한 당시 아랍인에게 황금향으로 알려진 나라는 지팡구가 아닌 “실라”(아마도 신라)라는 점에서 비판을 받기도 한다. 즉, 동방견문록은 아무리 서구인들에게 동방에 대하여 자세하게 언급한 긍정적인 역할은 했지만, 객관성 없는 편견과 허구도 있다는 점에서 비평을 받는 것이다.

## 같이 보기
- 마르코 폴로
- 천일야화
- 영화 아라비아의 로렌스